# Tillandsia nervata
Tillandsia nervata är en gräsväxtart som beskrevs av Lyman Bradford Smith. Tillandsia nervata ingår i släktet Tillandsia och familjen Bromeliaceae. Inga underarter finns listade i Catalogue of Life.